# Carl-Gustaf von Essen
Carl-Gustaf Reinhold Oskar von Essen, född den 15 mars 1910 i Helsingborg, död den 23 juli 1976 i Mariefred, var en svensk ingenjör och företagsledare. Han var son till Gustaf von Essen och dotterson till Nestor Aspgren.
von Essen avlade avgångsexamen vid Chalmers tekniska institut 1934. Han var laboratoriechef vid Strömsnäs bruk 1934–1935, vid Lessebo bruk 1935–1936, ansvarig för rationalisering vid Strömsnäs bruk 1936–1939, platschef vid dess sulfatfabrik i Delary 1939–1949, teknisk redaktör och teknisk sekreterare vid Svensk papperstidning och Svenska Pappers- och Cellulosaingeniörsföreningen 1949–1950, överingenjör vid Dynäs 1950–1952 samt teknisk direktör vid Dynäs och Svanö 1952–1963. von Essen var verkställande direktör för aktiebolaget Brusafors-Hällefors 1963–1971 samt därjämte för aktiebolaget Herman Stenberg i Stockholm 1966–1971 och för aktiebolaget Uniflex i Arlöv 1969–1971. Han var konsult och verkställande direktör för aktiebolaget Zellie från 1971.